# Dieter Menath
Dieter Menath (* 1953) ist ein deutscher Psychologe und Autor.
Menath studierte Psychologie, Romanistik und Sportwissenschaft und war Studiendirektor an einem Gymnasium in München. Er arbeitet als Management-Trainer und Coach. Menath schrieb Bücher mit den Schwerpunkten Psychologie, Philosophie und Ethik.

## Werke (Auswahl)
- Grundkurs Ethik. Recht und Gerechtigkeit: Ein Arbeitsbuch für die Oberstufe des Gymnasiums, Bayerischer Schulbuch-Verlag, 1997, ISBN  	978-3-7627-7092-3
- Frechheit siegt! Strategien für eine Karriere der pfiffigen. Falken, Niedernhausen 1997. ISBN 978-3-635-60284-9
- (mit Edda Schneider) Partnersuche per Inserat: Was Sie wissen müssen, damit es klappt! Goldmann, München 2000. ISBN 978-3-442-16281-9
- (Hrsg.) Freiheit und Determination. Texte für die Oberstufe des Gymnasiums. Auer, Donauwörth 2000. ISBN 978-3-403-03290-8
- (mit Edda Schneider) Ich liebe meinen Job! Mehr Zufriedenheit und Erfüllung in Beruf und Karriere. Hofmann & Campe, Hamburg 2005. ISBN 978-3-455-09483-1